# Autosómico dominante

Pedigrí típico de un patrón de herencia autosómica dominante. La probabilidad de cada descendiente de heredar el gen responsable de la característica es del 50%. La herencia es independiente del sexo, y el gen no se salta generaciones. (Verticalidad).

El término autosómico dominante describe uno de los patrones de herencia clásicos o mendelianos y se caracteriza por la presencia del fenómeno de dominancia genética en un alelo de un gen cuyo locus se encuentra ubicado en alguno de los autosomas o cromosomas no determinantes del sexo.
Es decir, que por este mecanismo una determinada característica heredable se transmite de una forma que se puede predecir al margen del sexo del descendiente. Además, para que esta característica heredable se exprese basta con que el descendiente reciba el gen de uno solo de sus progenitores.
Si una enfermedad es autosómica dominante, significa que basta con que el individuo reciba el alelo anormal de uno de sus progenitores para heredar la enfermedad. Por lo tanto, lo más frecuente es que al menos uno de los padres presente la enfermedad.

## Patrón de herencia
Los linajes donde se segrega una característica autosómica dominante muestran un árbol genealógico típico en el que, como regla, hay varios individuos que la expresan y los que la expresan tienen además un progenitor igualmente afectado.
En la herencia autosómica dominante se cumplen los siguientes hechos:
- Varios individuos afectados. No hay portadores, aunque la expresividad y la penetrancia del trastorno podrían hacer pensar que un individuo afectado es portador.
- Los afectados son hijos de afectados.
- Afectan por igual a hombres y mujeres.
- Por regla, la mitad de la descendencia de un afectado hereda la afección.
- Los individuos sanos tienen hijos sanos.
- Hay hombres afectados hijos de hombres afectados (lo cual excluye la posibilidad de que el gen causante de la afección se encuentre ubicado en el cromosoma X, que en los varones procede de la madre).
- El patrón ofrece un aspecto vertical.

En este caso, los individuos afectados son usualmente heterocigóticos y tienen un riesgo del 50 % en cada intento reproductivo de que su hijo herede la afección, independientemente del sexo de los mismos. Si ambos padres poseen la enfermedad, hay una probabilidad del 25 % de que su hijo sea homocigótico para el gen causante de la afección, es decir, que herede ambas copias de dicho gen; los homocigóticos habitualmente sufren formas más severas de la afección y en algunos casos es letal dicha condición, muriendo in útero o inmediatamente después del nacimiento.

### Algunas características autosómicas dominantes
- Pelo crespo o rizado
- Cabello y ojos oscuros
- Piel morena
- Nariz ancha
- Pabellones auriculares pequeños
- Labios gruesos
- Glúteos grandes
- Implantación de pelo en "Pico de viuda"
- Vellos en el antebrazo
- Hoyuelos en las mejillas y en la barbilla
- Cantidad abundante de pelo corporal
- Pestañas de ojo grandes

### Enfermedades con herencia autosómica dominante
- Enfermedad de Huntington
- Retinoblastoma
- Hiperostosis cortical infantil
- Enfermedad poliquística renal
- Enfermedad de Caroli
- Síndrome de Kallman
- Enfermedad de Cannon
- Enfermedad de Rendu-Osler-Weber
- Síndrome de Currarino
- Displasia epifisaria múltiple
- Síndrome de Ehler Danlos (hEDS)
- Síndrome de Sydenham
- Síndrome de von Hippel-Lindau
- Osteogénesis imperfecta
- Atrofia dentato-rubro-pallidoluysian
- Distrofia miotónica de Steinert
- Acondroplasia
- Poroqueratosis